# Narciarstwo alpejskie na Zimowych Igrzyskach Olimpijskich 1936
Konkurencje narciarstwa alpejskiego podczas Zimowych Igrzysk Olimpijskich 1936 w Garmisch-Partenkirchen w III Rzeszy rozgrywane były od 7 do 9 lutego 1936 roku. Zawody narciarstwa alpejskiego zostały wtedy rozegrany po raz pierwszy w historii igrzysk olimpijskich. W programie znalazła się tylko kombinacja, zarówno dla kobiet, jak i mężczyzn. Zjazd rozegrano na stokach góry Kreuzeck, a slalom odbył się na stokach Gudiberg.

## Medaliści
| Konkurencja | Złoto         | Wynik | Srebro            | Wynik | Brąz               | Wynik |
| Mężczyźni   |               |       |                   |       |                    |       |
| kombinacja  | Franz Pfnür   | 99,25 | Gustav Lantschner | 96,26 | Émile Allais       | 94,69 |
| Kobiety     |               |       |                   |       |                    |       |
| kombinacja  | Christl Cranz | 97,06 | Käthe Grasegger   | 95,26 | Laila Schou Nilsen | 93,48 |

## Wyniki

### Kobiety

#### Kombinacja
| Miejsce | Zawodniczka        | Reprezentacja   | Wynik |
| ------- | ------------------ | --------------- | ----- |
|         | Christl Cranz      | III Rzesza      | 97,06 |
|         | Käthe Grasegger    | III Rzesza      | 95,26 |
|         | Laila Schou Nilsen | Norwegia        | 93,48 |
| 4.      | Erna Steuri        | Szwajcaria      | 92,36 |
| 5.      | Hadwig Pfeifer     | III Rzesza      | 91,85 |
| 6.      | Lisa Resch         | III Rzesza      | 88,74 |
| 7.      | Johanne Dybwad     | Norwegia        | 85,90 |
| 8.      | Jeanette Kessler   | Wielka Brytania | 83,97 |
| 9.      | Evelyn Pinching    | Wielka Brytania | 82,19 |
| 10.     | Marcelle Bühler    | Szwajcaria      | 78,87 |

### Mężczyźni

#### Kombinacja
| Miejsce | Zawodnik            | Reprezentacja     | Wynik |
| ------- | ------------------- | ----------------- | ----- |
|         | Franz Pfnür         | III Rzesza        | 99,25 |
|         | Gustav Lantschner   | III Rzesza        | 96,26 |
|         | Émile Allais        | Francja           | 94,69 |
| 4.      | Birger Ruud         | Norwegia          | 93,38 |
| 5.      | Roman Wörndle       | III Rzesza        | 91,16 |
| 6.      | Rudolf Cranz        | III Rzesza        | 91,03 |
| 7.      | Giacinto Sertorelli | Włochy            | 90,39 |
| 8.      | Alf Konningen       | Norwegia          | 90,06 |
| 9.      | Per Fossum          | Norwegia          | 88,12 |
| 10.     | Dick Durrance       | Stany Zjednoczone | 87,74 |

## Klasyfikacja medalowa
| Miejsce | Państwo    | złoto | srebro | brąz | Razem |
| ------- | ---------- | ----- | ------ | ---- | ----- |
| 1.      | III Rzesza | 2     | 2      | 0    | 4     |
| 2.      | Francja    | 0     | 0      | 1    | 1     |
| 2.      | Norwegia   | 0     | 0      | 1    | 1     |